# Batalla de Alpens
La batalla de Alpens fue un hecho de armas de la tercera guerra carlista, por el cual las fuerzas de Alfonso de Borbón y Austria-Este y de Francisco Savalls derrotaron a la columna republicana del brigadier Cabrinetty, que perdió la vida entre los días 9 y 10 de julio de 1873. Como consecuencia de la acción, el pueblo de Alpens fue tomado por la facción carlista, que en gran medida estaba conformada por fuerzas locales de Alpens y Llusá.

## Transcurso de la batalla
En el entorno de Alpens, los carlistas habían reunido fuerzas de las partidas de Savalls, Huguet, Camps, Miret y otros jefes carlistas. En total, sumaban un millar de combatientes, con unidades experimentadas y conocedoras del terreno. Los carlistas situaron francotiradores en el campanario de la población.

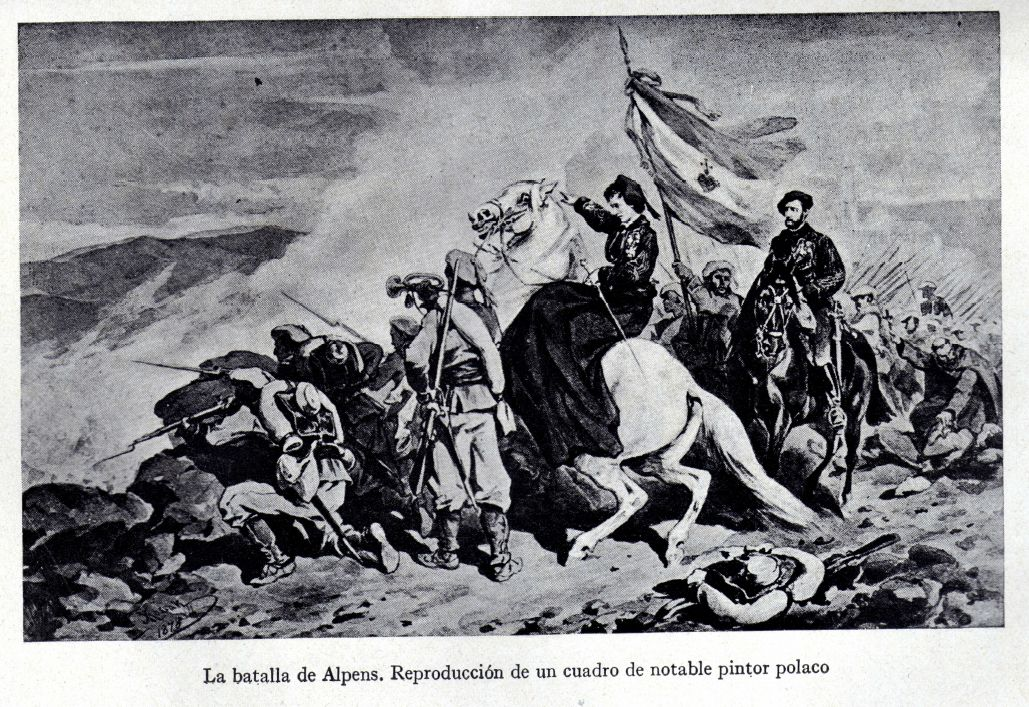
María de las Nieves de Braganza, esposa de Alfonso de Borbón y Austria-Este, en la Batalla de Alpens.

Los liberales llegaron al pueblo hacia las ocho de la tarde, a punto de anochecer. El brigadier Cabrinetty no sospechaba la emboscada que les tendieron y murió en los primeros intercambios de disparos. Las tropas republicanas hicieron frente a sus enemigos sin mando y durante ocho horas, en plena noche. Los durísimos combates dejaron cerca de un centenar de muertos, la mayoría liberales, al son de los valses y las marchas militares interpretadas por un grupo de músicos carlistas. Algunos republicanos pudieron escapar, pero los carlistas hicieron prisioneros a 900 soldados. También consiguieron un abundante botín, en armas, munición y 10 000 duros.